# Mouvement National Congolais-Lumumba
Die Mouvement National Congolais-Lumumba (deutsch Nationale Kongolesische Bewegung-Lumumba, Abkürzung MNC-L) ist eine politische Partei in der Demokratischen Republik Kongo.

## Geschichte
Die Mouvement National Congolais-Lumumba wurde 1958 als eine nationalistische und nach Unabhängigkeit strebende Partei in Belgisch-Kongo gegründet. Die Partei hatte eine wichtige Rolle in den späten 1950er- und den 1960er-Jahren, als sie unter der Leitung von Patrice Lumumba, dem ersten Premierminister der Demokratischen Republik Kongo (damals „Republik Kongo“), stand. 
Die Partei der kongolesischen Nationalbewegung spaltete sich 1959, ein Jahr vor der Unabhängigkeit, in zwei Fraktionen: eine linksstehende unter Lumumba und eine moderate unter Albert Kalonji, die MNC-Kalonji.
Die Partei nahm an den Wahlen in Belgisch-Kongo 1960 teil und wurde mit 33 von 137 Sitzen (24,08 %) stärkste Partei. 1965 wurde die Partei allerdings unter Staatschef Mobutu verboten. Erst 1990 wurde das Parteienverbot in Zaire wieder aufgehoben und die MNC-L konnte ihre Aktivitäten wieder aufnehmen. 

## Politische Tätigkeit
Die MNC-Lumumba wurde im Jahr 1992 von Neuem gegründet und hat Patrice Lumumbas ältesten Sohn François Lumumba als ihren Führer gewählt. Aktueller Parteichef ist François Lumumba.
Patrice Lumumbas Erbe ist auch der Anspruch der Vereinigten Lumumbistischen Partei (Palu), geführt vom ehemaligen Stellvertreter Lumumbas Antoine Gizenga, Ministerpräsident von 2006 bis 2008. 
Ein weiterer von Lumumbas Söhnen, Guy-Patrice Lumumba, ist ebenfalls in der kongolesischen Politik innerhalb des Mouvement National Congolais aktiv.

## Bekannte Mitglieder
- Cyrille Adoula
- Antoine Gizenga
- Joseph Iléo
- Albert Kalonji
- François Lumumba
- Patrice Lumumba
- Joseph Desirée Mobutu (wechselte zur Mouvement Populaire de la Révolution)